# Philipp von Courtenay

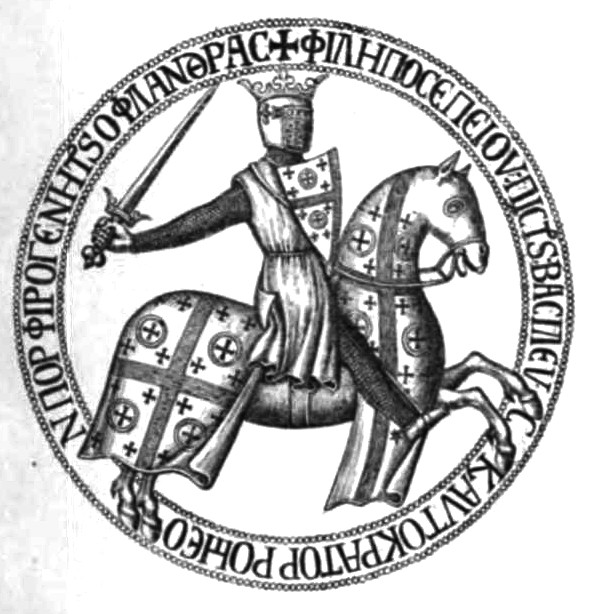
Die Konterseite eines Siegels Philipps von Courtenay mit der in Griechisch gehaltenen kaiserlichen Titulatur: ΦΙΛΗΠΟΣ ΕΠΕΙ Θϒ ΠΙΣΤΟΣ ΒΑΣΙΛΕϒΣ Κ ΑΥΤΟΚΡΑΤΟΡ ΡΟΜΕΟΝ ΠΟΡΦΙΡΟΓΕΝΗΤΟΣ Ο ΦΛΑΝΔΡΑΣ.

Philipp von Courtenay (* 1240/41 in Konstantinopel; † 15. oder 25. Dezember 1283) war als Sohn Kaiser Balduins II. aus dem Haus Courtenay und der Maria von Brienne deren Erbe im lateinischen Kaisertum von Konstantinopel. Obwohl die kaiserliche Familie nach dem Verlust Konstantinopels 1261 im Exil lebte, nahm Philipp nach dem Tod seines Vaters 1274 die Kaiserwürde an und begründete damit die Linie der so genannten Titularkaiser.

## Leben

Das Wappen der kaiserlichen Familie von Konstantinopel

Von seinem Vater ist Philipp im Frühjahr 1248 für eine nicht genannte Summe an eine venezianische Kaufmannsfamilie verpfändet worden, in deren Mutterstadt er gebracht wurde, wo er die Jahre seiner Jugend verbrachte. Von dort adressierte er am 10. Juni 1259 einen Brief an König Ludwig IX. von Frankreich, bei dem er sich für dessen letztlich erfolglose Bemühung zu seinem Freikauf bedankte. Erst dank der finanziellen Großzügigkeit Königs Alfons X. von Kastilien ist Philipp bis spätestens 1261 wieder frei gekommen, denn am 1. Mai 1261 war er neben den Königen von Frankreich und von Navarra in Beauvais ein urkundlicher Zeuge der Schreinerhebung der Reliquien des Heiligen Julian, der ein Gefährte des gleichfalls Heiligen Lucianus, des Begründers des Bistums Beauvais war. Am 6. Juli 1262 trat Philipp in Clermont-Ferrand als urkundlicher Zeuge für König Jakob I. von Aragón auf und 1263 verkaufte er schließlich in Vertretung seiner Familie alle Rechte auf die Grafschaft Namur, welche seit 1259 vom Grafen von Luxemburg, Heinrich V. besetzt war, dem Graf von Flandern für 20.000 Pariser Pfund.

Das Königreich Sizilien um 1154

Bereits am 25. Juli 1261 wurde Konstantinopel von den Byzantinern unter Michael VIII. Palaiologos zurückerobert und Philipps Vater, Balduin II., zur Exilnahme in Königreich Sizilien gezwungen worden, wo er noch im Jahr 1263 in Frankreich zu seiner Familie stieß. Die Hoffnungen auf eine Rückkehr nach Konstantinopel hatte Balduin II. zunächst mit der militärischen Unterstützung König Manfreds von Sizilien verbunden, worüber er allerdings bei der Kurie von Rom in Ungnade fiel, die eine Entmachtung des sizilianischen Stauferkönigs betrieben hatte. Offenbar ist diesem Hintergrund am 31. März 1266 die Verweigerung Papst Clemens’ IV. für seine Dispens zu einer Ehe zwischen Philipp und einer Tochter des Königs von Kastilien, Alfons X. der Weise, entsprungen, die wohl in Folge seines Freikaufs arrangiert worden war. Stattdessen wurde Philipp am 27. Mai 1267 in Viterbo mit Beatrix, einer Tochter Karls von Anjou verlobt, der im Jahr zuvor das Königreich Sizilien erobert und am 26. Februar 1266 in der Schlacht bei Benevent König Manfred getötet hatte. Im Abkommen von Viterbo (27. Mai 1267) hatte Balduin II. unter Federführung des Papstes seines und seiner Familie Schicksal mit den Interessen Karls von Anjou verknüpft, der die Rückführung der kaiserlichen Familie nach Konstantinopel versprochen hatte. Die Hochzeit sollte dann am 15. Oktober 1273 in Foggia stattfinden. Am 9. Februar 1269 überwies Karl seinem zukünftigen Schwiegersohn Philipp 600 Unzen, das Einkommen von Alisi, Galena und Rocca di Mandragora. Zudem hatten Vater und Sohn vielfach mit ihren französischen Besitzungen (Courteney) zu tun, da sie zeitweilig in Fehde mit dem Grafen Heinrich von Luxemburg lagen und lebten hauptsächlich von den Pensionen, die ihnen Karl auszahlen ließ.

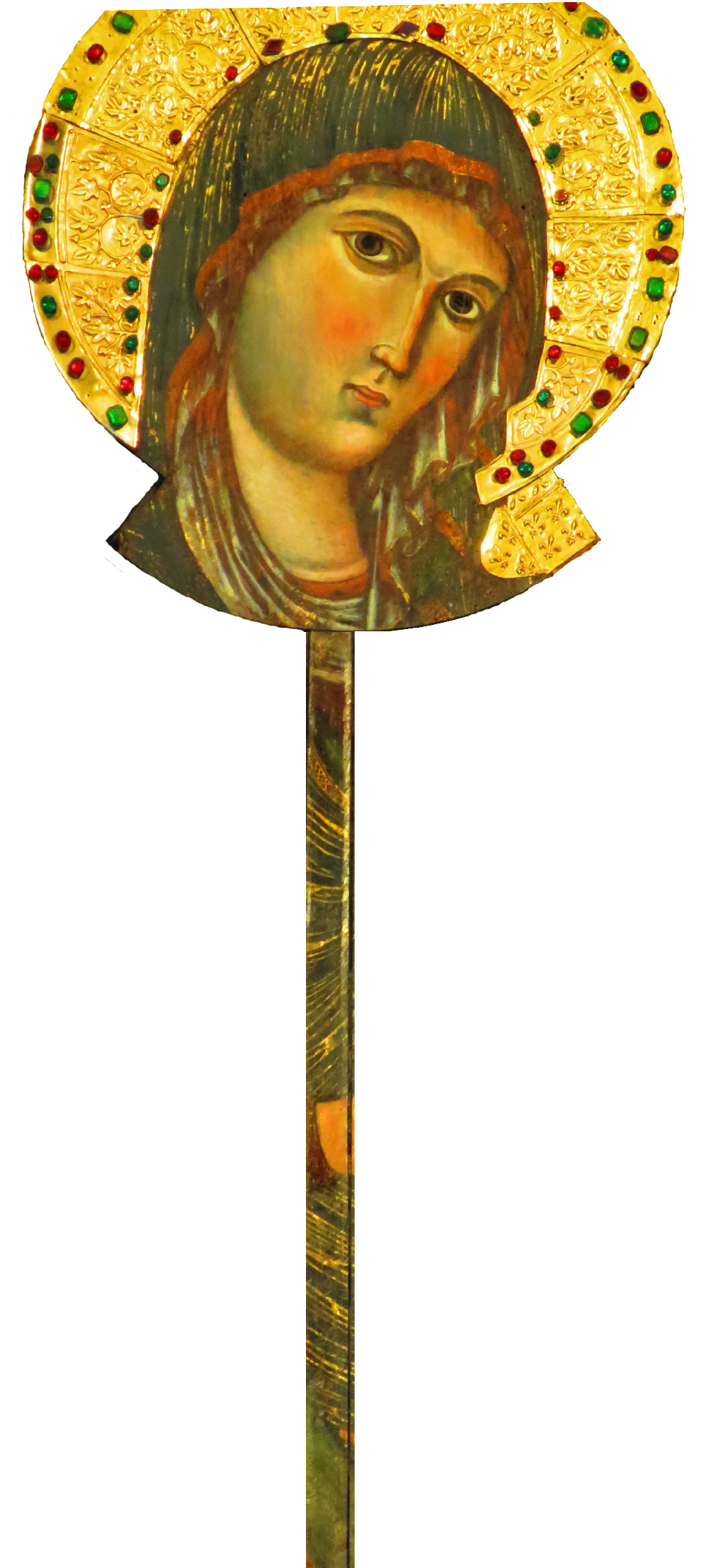
Kopf der Hodegetria, den Balduin 1261 aus Konstantinopel mitgenommen haben soll; Cappella della Madonna di Montevergine in Mercogliano

Nach dem Tod von Balduin II. nahm Philipp den Kaisertitel an, den er bis zum Tod am 15. Dezember 1283 führte. Im Januar 1274 wurde Philipp in einer Urkunde Karls von Anjou erstmals als „domino Philippo Imperatori Constantinopolitano“ und im November desselben Jahres als „Philippe Dei gratiâ nunc Constantinopolitane imperator illustris“ anlässlich der Bestätigung des Abkommens von Viterbo als Kaiser erwähnt. Am 10. März 1275 erschien er in Brindisi schließlich urkundlich selbst als „Philippus, Dei gratiâ fidelissimus in Christo imperator, Romaniæ que moderator, et semper Augustus“.
Obwohl Philipp von den nach 1261 in der Romania verbliebenen lateinischen Fürsten anerkannt wurde, beruhte der größte Teil seines Ansehens auf seiner Verbindung mit Karl von Anjou. Um sich seinem Schwiegervater Karl von Anjou gefällig zu zeigen, schenkte Philipp am 10. März 1274 das Königreich Thessaloniki seinem Schwager Philipp von Anjou. Am 3. Juli 1281 schmiedete Karl von Anjou in Orvieto eine Allianz mit Venedig, um einen großangelegten Feldzug gegen Konstantinopel vorzubereiten. Die Pläne Karls und damit auch die Bedeutung Philipps fanden im März 1282 mit dem Ausbruch der sizilianischen Vesper ihr jähes Ende.
Philipp erbte nach seines Vaters Tod den Kopf der großen Hodegetria-Ikone, die sein Vater 1261 auf seiner Flucht aus Konstantinopel mitgenommen haben soll. Die Hodegetria zu besitzen, war zu jener Zeit sehr wichtig. Sie bedeutete das wahre Palladium von Konstantinopel, sicherte ihm ihren Schutz zu und drückte die Hoffnung auf eine Rückkehr in die Stadt, die der Gottesmutter so am Herzen lag, aus. Nach Philipps Tod am 15. oder 25. Dezember 1283 ging die Ikone in den Besitz seiner einzigen Tochter Catherine de Courtenay (* 1275; † 1307/08) über.

## Familie
Aus seiner Ehe mit Beatrix von Anjou ist die Tochter Katherina von Courtenay (* 1275; † 1307/08) hervorgegangen, die 1301 den französischen Fürsten Karl von Valois (* 1270; † 1325) heiratete.
Beatrix starb im November/Dezember 1275. Philipp vereinbarte darauf erneut ein Eheprojekt mit König Alfons X. von Kastilien, indem er dessen Tochter Berengaria († 1284) zu heiraten beabsichtigte. Dies ist aus einem Schreiben König Peters III. von Aragón vom 1. August 1281 an den König von Kastilien zu entnehmen, dem er darin sein Missfallen zu diesem dynastischen Bund zum Ausdruck brachte, da sich Kastilien so mit den Feinden Aragóns verbündet hätte. Letztlich wurde die kastilische Ehe bis zu Philipps Tod nicht realisiert. Philipp lebte mit seiner Tochter Katharina im Palazzo Capuano in Portici bei Neapel und Karl von Anjou ließ ihm regelmäßig eine Jahresrente von 2000 Unzen auszahlen und das nötige Getreide für seine Hofhaltung liefern.